# Hertford
Hertford (engelskt uttal: [ˈhɑːrtfərd]) är en stad och civil parish i grevskapet Hertfordshire i England. Staden är huvudort för Hertfordshire och ligger cirka 32 kilometer norr om centrala London. Tätortsdelen (built-up area sub division) Hertford hade 26 658 invånare vid folkräkningen år 2011.
Många av stadens invånare pendlar in till London för att arbeta och tåg går direkt från Hertford till Charing Cross. Floden Lea förenas med de tre mindre vattendragen Rib, Beane och Mimram i staden. Lea har senare sitt utflöde i Themsen i London.
Skådespelaren Rupert Grint som spelar Ron Weasley i Harry Potter växte upp i Hertford och artisten George Ezra kommer från Hertford. Hårdrockgruppen Deep Purple bildades i Hertford 1968.